# Sección de Aviación de Ejército de Montaña 6
La Sección de Aviación de Ejército de Montaña 6 «Capitán de Aviación Militar Luis Cenobio Candelaria» (Sec Av Ej M 6) es una unidad de aviación de ejército del Ejército Argentino (EA). Es parte de la VI Brigada de Montaña, 2.ª División de Ejército. Su base está en la Guarnición de Ejército «Neuquén», provincia homónima. Se creó el 1 de febrero de 1986. Opera sus helicópteros Bell UH-1H Iroquois desde el Aeropuerto Internacional Presidente Perón.